# René Genin
Pour les articles homonymes, voir Genin.
René Genin, né le 2 juillet 1931 à Voiron (France), est un coureur cycliste français, professionnel de 1951 à 1959.

## Palmarès
- 1951
  - 3e du Circuit du Ventoux
- 1952
  - 2e du Circuit du Ventoux
  - 3e du Tour du Sud-Est
- 1955
  - Route de France
- 1957
  - 2eb étape du Tour du Var
  - 2e du Tour du Var

## Résultats sur les grands tours

### Tour de France
1 participation
- 1955 : 59e